# Vogteibezirk
Ein Vogteibezirk war eine Gebietseinheit im Heiligen Römischen Reich (HRR), die den Zuständigkeitsbereich eines Vogteiamtes bildete.

## Definition
Der Zuständigkeitsbereich eines Vogteiamtes umfasste alle Besitzungen, in denen dieses Amt vogteiliche Rechte ausübte. Diese Rechte setzten auf den grundherrschaftlichen Einzelbesitzungen auf, so dass hieraus eine Zersplitterung des vogteilichen Kompetenzbereiches resultierte. Im Gegensatz zu den räumlich geschlossenen Hochgerichtsbezirken der Cent- und Fraischämter bildeten daher die Vogteibezirke in der Regel ein Konglomerat aus verschiedenem Grundeigentums. In ihrem Aufbau waren sie daher den Besitzverhältnissen eines Bauernhofs vergleichbar, dessen Feldgrundstücke in der Gemeindeflur verstreut liegen und die sich teilweise auch auf das Gebiet mehrerer Gemarkungen verteilen. Sofern das Vogteiamt die Dorf- und Gemeindeherrschaft innerhalb einer Dorfmarkung ausübte, fiel diesem auch noch die Ausübung der Vogteilichen Gerichtsbarkeit zu. Im schwäbisch-fränkischen Raum war dies das ausschlaggebende Kriterium, um die Landeshoheit über die betreffende Dorfmarkung beanspruchen zu können.